# Renata Spagnolo
Renata Fabiola Spagnolo (Caracas, Venezuela, 2 de enero de 1989) es una deportista italiana que compitió en natación.
Ganó una medalla de bronce en el Campeonato Europeo de Natación de 2008, en la prueba de 4 × 200 m libre. Participó en los Juegos Olímpicos de Pekín 2008, ocupando el cuarto lugar en la misma prueba.

## Palmarés internacional
| Campeonato Europeo | Campeonato Europeo       | Campeonato Europeo | Campeonato Europeo |
| Año                | Lugar                    | Medalla            | Prueba             |
| ------------------ | ------------------------ | ------------------ | ------------------ |
| 2008               | Eindhoven (Países Bajos) | Medalla de bronce  | 4 × 200 m libre    |